# Bulaklo
Bulaklo is een bestuurslaag in het regentschap Bojonegoro van de provincie Oost-Java, Indonesië. Bulaklo telt 2087 inwoners (volkstelling 2010).